# Церква Успіння Пресвятої Богородиці (Полонне)
Церква Успіння Пресвятої Богородиці в Полонному — парафія і храм греко-католицької громади Шепетівського деканату Кам'янець-Подільської єпархії Української греко-католицької церкви в місті Полонне Хмельницької области.

## Історія церкви
Історія УГКЦ у місті Полонне сягає XVII століття. У 1610 році в урочищі Карповщина збудували церкву Успіння Пресвятої Богородиці, а в 1621 році вона стала частиною греко-католицького жіночого монастиря. До 1795 року церква належала цьому монастирю. Після встановлення російського панування її передали православним, і тоді діяльність УГКЦ в місті припинилася. Сам монастир існував у Полонному до 1868 року.
Відродження УГКЦ в Полонному розпочалося у 2007 році завдяки сприянню владики Тернопільсько-Зборівської єпархії Василія Семенюка. У жовтні того ж року було засновано греко-католицьку громаду. 14 жовтня 2009 року освятили тимчасову каплицю Успіння Пресвятої Богородиці, а восени розпочалося будівництво нового храму, основним фундатором якого став владика Василій Семенюк.
11 вересня 2010 року владика Василій Семенюк освятив храм Успіння Пресвятої Богородиці.
При парафії діють Вівтарна дружина та катехизаційна недільна школа. У 2011 році в церкві перебувала Чудотворна Ікона Матері Божої Зарваницької, а у 2012 році — мощі Івана Хрестителя.

## Парохи
- о. Василь Боднар (2007 — жовтень 2010),
- о. Володимир Часковський (28 вересня 2010 - 17 березня 2024).
- о. Микола Адамович (з 18 березня 2024)